# Tambu Bay
Die Tambu Bay ist eine Bucht an der Ostküste des Huongolfs in der Provinz Morobe von Papua-Neuguinea.
Die Bucht gehört damit zur Salomonensee und ist etwa 5 km breit und etwa 2,5 km tief. Nördlich begrenzt der Tusin Point die Bucht und Knirps-Island begrenzt als vorgelagerte Insel die Zufahrt zum nördlichen Teil der Bucht. Im südlichen Teil der Bucht befinden sich die Ortschaften Buiambum, Boisi und Lakala.
Im Zweiten Weltkrieg wurde die Gegend um die Tambu Bay von japanischen Streitkräften besetzt. Während des Salamaua-Lae-Feldzugs (englisch Salamaua–Lae campaign) wurde die Bucht im Juli 1943 von australischen und US-amerikanischen Streitkräften unter der Führung von General Douglas MacArthur zurückerobert. Hierbei gab es speziell an dem einige Kilometer landeinwärts der Bucht gelegenen Mount Tambu heftige und verlustreiche Kämpfe.